# Nationalpark Cabañeros

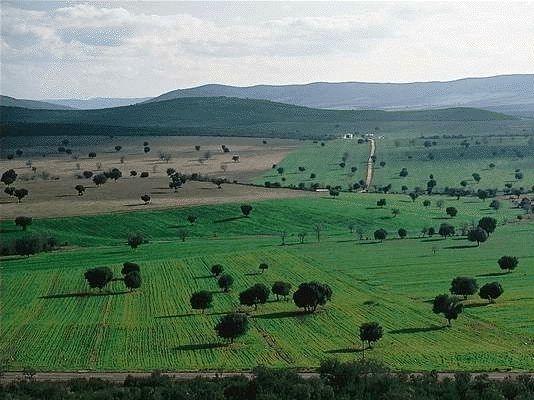
Dehesa im Nationalpark Cabañeros

Der Nationalpark Cabañeros (spanisch Parque Nacional de Cabañeros) ist ein Nationalpark und Schutzgebiet nach der EU-Vogelschutzrichtlinie in der Region Kastilien-La Mancha. Er umfasst ein Gebiet von 41.804 Hektar, bekannt ist er vor allem für seinen Wild- und Vogelreichtum. Der Zugang ist, abgesehen von einigen freigegebenen Wanderwegen, im Rahmen von geführten Wanderungen oder Touren im Allradfahrzeug möglich.

## Lage
Der Nationalpark liegt im Nordwesten der Provinz Ciudad Real und im Südwesten der Provinz Toledo. Sein Gebiet gehört zu den Montes de Toledo und erstreckt sich zwischen der Sierra de Rocigalgo und der Sierra del Chorito im Norden und der Sierra de Miraflores im Süden. Der mit 1448 Meter höchste Punkt des Nationalparks und der Montes de Toledo liegt im Rocigalgo-Massiv. Die Flüsse Bullaque und Estena, zwei Zuflüsse des Guadiana, markieren die Parkgrenzen im Osten und Westen. Im Süden des Parks gehört auch ein Teil der Raña de Santiago zum Park. Als „raña“ werden in der Region Ebenen mit einzeln stehenden Bäumen bezeichnet, die im Allgemeinen als Weideland genutzt werden (Dehesa).
Die nächstgelegenen Dörfer in der Provinz Ciuadad Real sind Navas de Estena, Horcajo de los Montes, Alcoba de los Montes und Retuerta del Bullaque, in der Provinz Toledo liegen Los Navalucillos und Hontanar am nächsten.

## Naturräume

### Gebirge

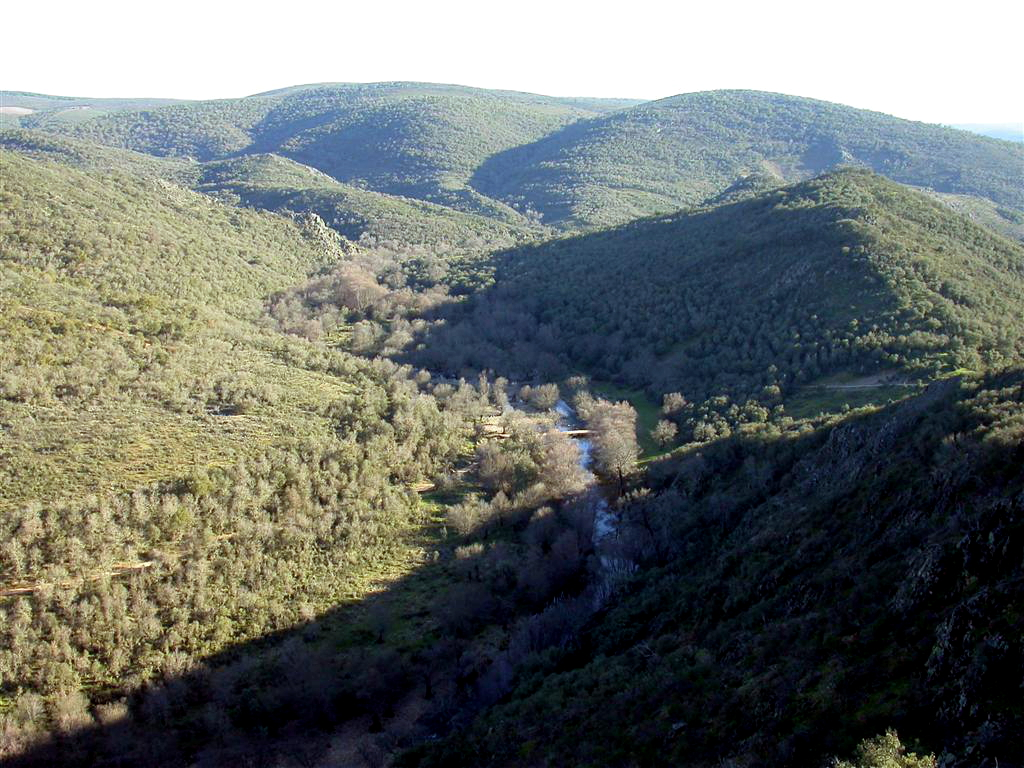
Monte mediterráneo im Nationalpark

Die Berge im Nationalpark sind aus Quarziten und Silikatschiefern aufgebaut. Ihr Fuß liegt in einer Höhe von etwa 650 m, sie erreichen maximal 1448 m. Als Vegetationstyp herrscht eine Hartlaubvegetation vor, die auf Spanisch als „monte mediterráneo“ bezeichnet wird. Sie bedeckt als Wald oder dichtes Buschland etwa vier Fünftel des Parkgebiets.

### Raña
Der Untergrund der Raña de Santiago besteht aus Geröll, das von den umgebenden Bergen abgetragen wurde. Sie liegt in einer Höhe von 600 bis 750 m. Bis in die 1960er Jahre war auch die Raña von Wald und Strauchwerk bedeckt, dann wurde sie für den Getreideanbau gerodet. Die grasbewachsene Ebene mit einzelnen Bäumen erinnert heute an eine Savanne und wird oft als spanische Serengeti bezeichnet. In der Raña lassen sich Rudel von Rothirschen, Geier und die hier auf den Bäumen nistenden Störche beobachten.

## Fauna

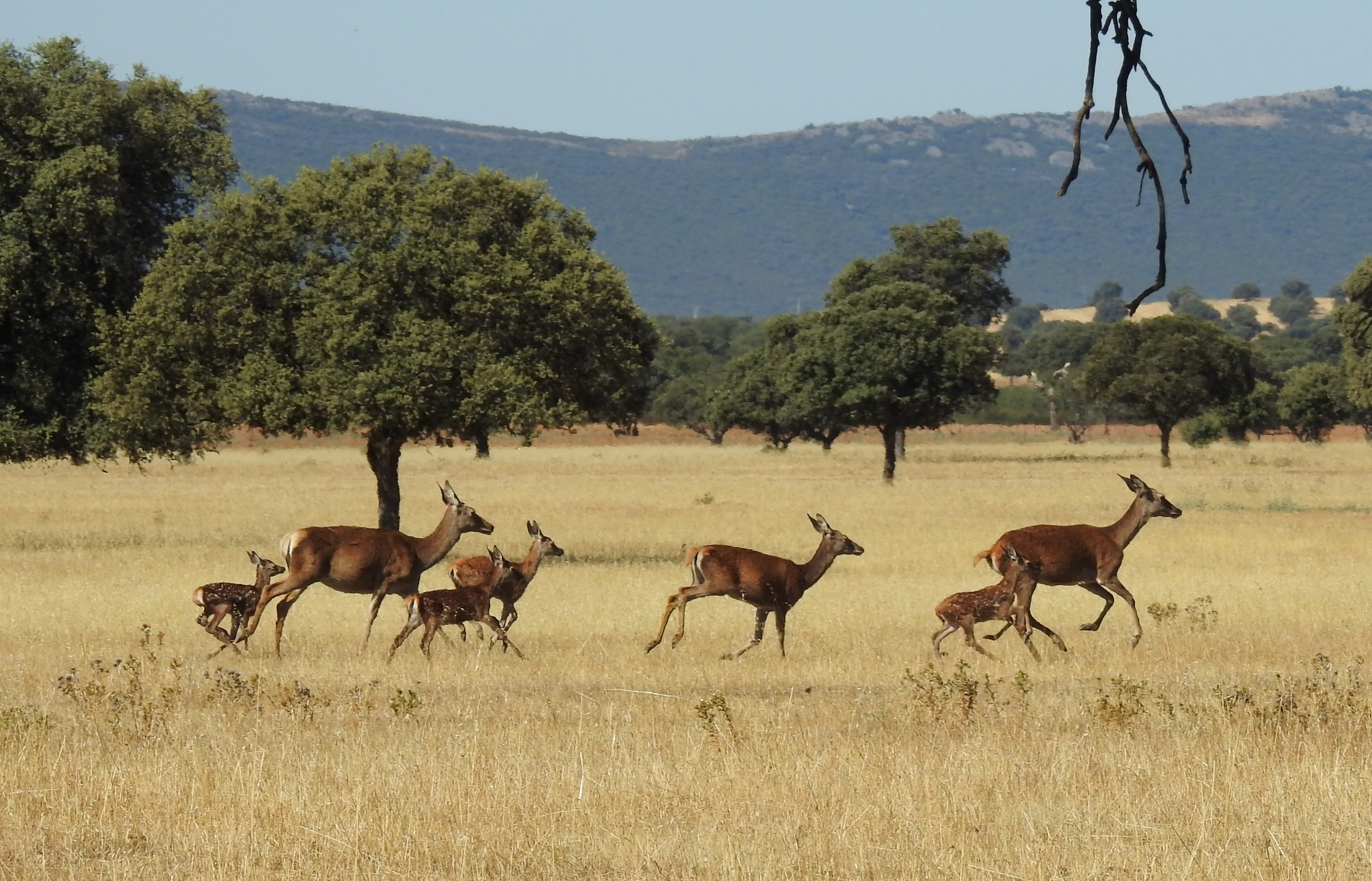
Hirschrudel in der Raña de Santiago

Unter den Tieren im Nationalpark Cabañeros sind einige vom Aussterben bedroht wie der Iberienadler (Aquila adalberti), der Mönchsgeier (Aegipius monachus), dessen Bestand im Park 2004 die Zahl von 186 Paaren erreichte oder der stark gefährdete Iberische Luchs (Lynx pardinus). Der Iberische Wolf (Canis lupus signatus) wurde im heutigen Parkgebiet erst in den 1970er Jahren ausgerottet.
Der Iberiensteinbock (Capra pyrenaica) verschwand im 19. Jahrhundert aus der Region, wurde aber später als Jagdwild wieder ausgesetzt. Auch Damhirsch und Mufflon wurden für die Jagd angesiedelt. Rothirsche, Rehe und Wildschweine sind häufig. Unter den kleineren Raubsäugern im Park finden sich Ichneumon, Wildkatze, Dachs und Fischotter.
Die Vogelwelt des Nationalparks ist sehr reichhaltig: neben Uhu kommen auch Mönchsgeier, Iberienadler, Steinadler, Zwergadler, Wanderfalke und andere Greifvögel vor. Vom seltenen Schwarzstorch ist nur ein einzelnes Brutpaar vorhanden. Es gibt zahlreiche Singvögel, darunter Brillengrasmücke, Weißbartgrasmücke und Samtkopf-Grasmücke.

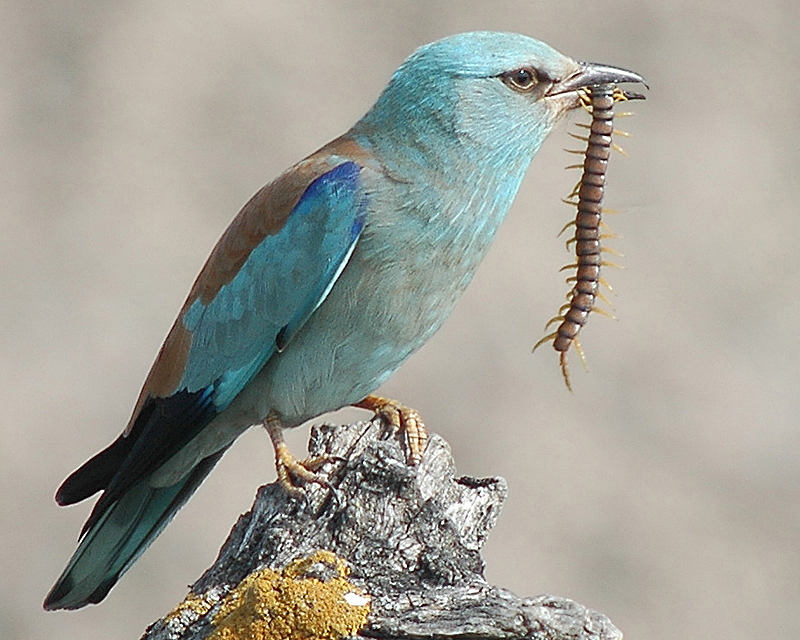
Blauracke mit Beute

Auf der Raña sind Grauammer und Theklalerche in großer Zahl zu finden. Hier können auch Weidensperling, Mittelmeer-Steinschmätzer, Rothuhn, Zwergtrappe, Großtrappe, Weißstorch, Wiesenweihe, Bienenfresser, Blauracke, Wiedehopf, Blauelster und Südlicher Raubwürger beobachtet werden.
Wintergäste im Nationalpark sind Gleitaar, Merlin, Kornweihe, Rotmilan und Kalanderlerche.
Unter den Amphibien im Park finden sich Spanischer Wassermolch (Triturus boscai), Südlicher Marmormolch (Triturus pygmaeus), Geburtshelferkröte und Gemalter Scheibenzüngler. Bei den Reptilien sind die Vorkommen der Iberischen Smaragdeidechse (Lacerta schreiberi) und des Iberischen Walzenskinks (Chalcides bedriagai) erwähnenswert.
Die Spanische Elritze (Anaecypris hispanica) und die Barben-Art Barbus microcephalus sind Fische, die nur im Rio Guadiana und seinen Nebenflüssen vorkommen. Die Spanische Elritze ist akut vom Aussterben bedroht. 
Stellvertretend für die zahlreichen Insekten im Park seien hier nur die Schmetterlingsarten Erdbeerbaumfalter, Kleines Wiesenvögelchen, Kardinal und Kleiner Feuerfalter erwähnt.

## Flora

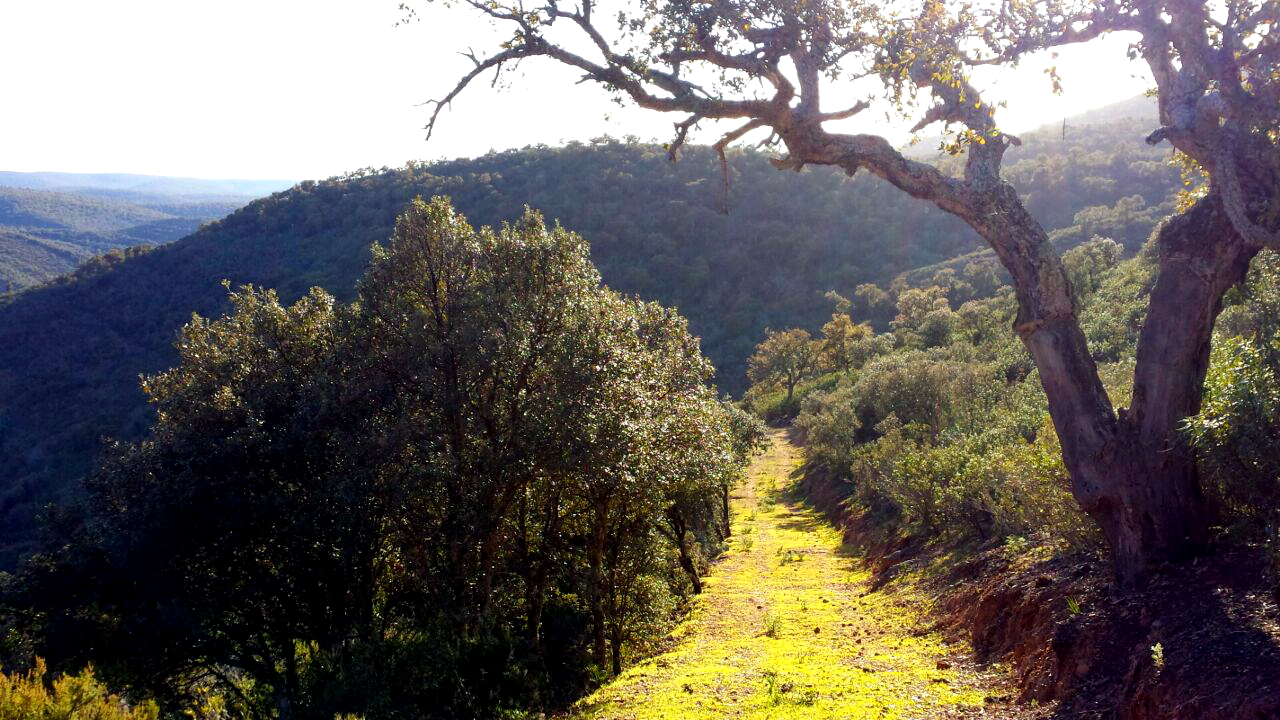
Wanderweg im Nationalpark

Auf den Rañas und am Fuß der Berge stehen Steineichenwälder, die häufig vom Menschen angepflanzt worden sind. Wo diese in der Vergangenheit übernutzt oder durch Waldbrände geschädigt wurden, entstanden Sekundärgesellschaften mit Erdbeerbäumen, Zistrosen, Erica-Arten und krautigen Pflanzen. 
An feuchten Stellen und auf schattigen Hängen stehen Bestände der Portugiesischen Eiche mit einem Unterwuchs aus Blütensträuchern. 
Auf den wärmsten Standorten gedeihen Korkeichen zusammen mit Portugiesischen Eichen, Erdbeerbäumen, Montpellier-Ahorn und Lorbeerblättriger Schneeball (Viburnum tinus). In den Flusstälern werden die Wälder von der Pyrenäen-Eiche gebildet, dort gedeihen auch Steineichen, Portugiesische Eichen, Elsbeeren sowie Eingriffeliger Weißdorn. In diesen Wäldern kommt auch die Pfingstrosen-Art Paeonia broteri vor. 
Bei den Uferwäldern werden drei Typen unterschieden: Eschenwälder gemeinsam mit Weiden, Brombeeren und zahlreichen Kletterpflanzen, Erlenwälder mit Weinreben und schließlich Birkenwälder (Betula pendula ssp. fontqueri) mit Stechpalmen und Faulbaum.
Stellenweise gibt es im Park Feuchtgebiete wie die hier „trampales“ genannten kleinen Moore, wo Glocken-Heide, verschiedene Knabenkräuter, Rundblättriger Sonnentau und das Fettkraut Pinguicula lusitanica gedeihen.

## Geschichte
Die Geschichte des Nationalparks Cabañeros ist mit der Geschichte der Region Montes de Toledo verbunden. Zwischen dem 13. und dem 19. Jahrhundert gehörten die Ländereien des heutigen Parks der Stadt Toledo. Die Auflagen der Stadt hinsichtlich der Nutzung führten dazu, dass bis ins 18. Jahrhundert hinein eine weitgehend unberührte Naturlandschaft erhalten blieb. Die Menschen in der Region lebten traditionell von Weidewirtschaft, Köhlerei und Imkerei. 
Im 19. Jahrhundert war Cabañeros 25 Jahre lang (1860–1885) in den Händen der Gläubiger der Stadt Toledo, die eine Art Nießbrauchs-Verwaltung einrichteten. Durch die Nutzung als Weideland und durch Holzeinschlag sollten die Schulden der Stadt getilgt werden. Im Rahmen der Desamortisation von Madoz gelangten 1885 durch Verkauf und Versteigerungen enorme Landflächen an einige wenige Großgrundbesitzer. Sie errichteten große Jagdhäuser und nutzten ihren Besitz fast ausschließlich für die Jagd. Den Bewohnern der Region war der Zutritt untersagt.
In der abgeschiedenen und fast menschenleeren Region wollte das Verteidigungsministerium 1982 einen Schießplatz für die spanischen Streitkräfte einrichten. Die Pläne stießen in der spanischen Öffentlichkeit jedoch auf entschiedenen Widerstand. Schließlich erklärte die Regierung von Kastilien-La Mancha das Gebiet 1988 zum Naturpark. Am 20. November 1995 wurde der heutige Parque Nacional de Cabañeros eingerichtet. Zu jener Zeit war die rechtliche Lage der spanischen Nationalparks unklar, da die lange angenommene ausschließliche Zuständigkeit des Zentralstaates mit der Entscheidung des Verfassungsgerichts vom 26. Juni 1995 als verfassungswidrig erklärt, aber das Naturschutzgesetz erst 1997 geändert wurde. Das Gesetz zur Einrichtung des Nationalparks Cabañeros nahm viele Bestimmungen der Ley 41/1997 vorweg, so wurde der Park von Beginn an von Staat und Region (Kastilien-La Mancha) gemeinsam verwaltet.
Aufgrund dieser Entstehungsgeschichte gilt der Nationalpark Cabañeros heute als Symbolprojekt für den spanischen Naturschutz. Bis heute ist nur etwa die Hälfte der Fläche des Nationalparks in staatlichem Besitz, der Rest gehört etwa 20 Großgrundbesitzern. Teilweise wird auf Privatgrund noch gejagt, dazu werden auch die Pisten im Nationalpark befahren oder Zäune errichtet.

## Besuch

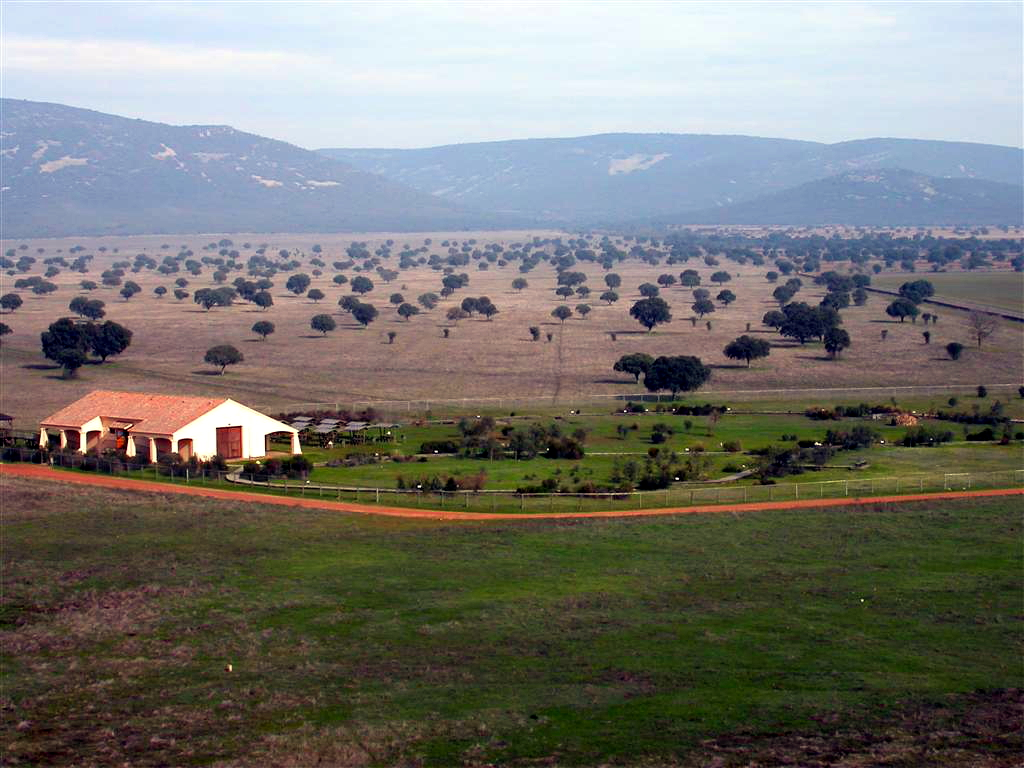
Besucherzentrum Casa Palillos

Der Nationalpark ist über die Landstraße CM-403 zu erreichen, die Toledo und Ciudad Real verbindet. 
Die Parkverwaltung hat ihren Sitz in Pueblo Nuevo del Bullaque, dort kann man sich auch für geführte Wanderungen anmelden. Anmeldungen für Exkursionen im Allradfahrzeug durch die Raña de Santiago nimmt ein Reservierungsbüro in Horcajo de los Montes entgegen. Das Besucherzentrum Casa Palillos befindet sich am südöstlichen Rand des Nationalparks.
Der Zutritt zum Park ist beschränkt. Einige Wanderwege sind frei zugänglich, allerdings wird auch hier die Begleitung durch einen Wanderführer empfohlen. Reservierungen sollten bereits einige Tage vor dem Besuch gemacht werden. Die beste Zeit für Tierbeobachtungen sind die Morgen- und Abendstunden, ein gutes Fernglas ist dazu von Vorteil. Hunde dürfen nicht in den Park mitgenommen werden.